# Lobelia philippinensis
Lobelia philippinensis är en klockväxtart som beskrevs av Carl Skottsberg. Lobelia philippinensis ingår i släktet lobelior, och familjen klockväxter.
Artens utbredningsområde är Filippinerna. Inga underarter finns listade i Catalogue of Life.